# Fabian Hürzeler
Fabian Hürzeler, né le 26 février 1993 à Houston (États-Unis), est un entraîneur de football allemand, possédant également les nationalités suisse et américaine.
Il est depuis 2024 l'entraîneur du club anglais de Brighton & Hove Albion, et le plus jeune entraîneur de l'histoire de la compétition.

## Carrière

### Jeunesse et débuts
Né à Houston, au Texas, d'un père suisse et d'une mère allemande alors qu'ils travaillaient aux États-Unis, Fabian Hürzeler grandit en Allemagne, près de Munich, où ses parents sont revenus travailler. Il possède par conséquent les nationalités allemande, suisse et américaine.
Il rejoint le centre de formation du Bayern Munich à l'âge de dix ans et se voit sélectionné en équipe d'Allemagne dans plusieurs catégories de jeunes. Il joue pour les équipes réserves du Bayern Munich, d'Hoffenheim et Munich 1860. Il met cependant un terme à sa carrière de joueur professionnel, à l'âge de 22 ans seulement, et choisit d'embrasser une carrière d’entraîneur.
Il devient entraîneur-joueur du FC Pipinsried, un club amateur qu'il fait monter un temps de Bayernliga Süd en Regionalliga Bayern. En 2018, il est nommé par la Fédération allemande entraîneur adjoint des sélections d'Allemagne des moins de 20 et moins de 18 ans.

### FC St. Pauli
En 2020, Hürzeler est recruté par le FC St. Pauli comme adjoint de l'entraîneur Timo Schultz,. En parallèle, il entraîne Eimsbütteler TV, un club à proximité qu'il fait monter en Oberliga Hambourg en 2022.
Le 6 décembre 2022, à la suite du limogeage de Schultz, Hürzeler est nommé entraîneur du FC St. Pauli par intérim. Il est finalement confirmé deux semaines plus tard, après plusieurs bons résultats, devenant à 29 ans le plus jeune entraîneur de la deuxième division allemande. Il parvient à renverser le cours de la saison, grâce à dix victoires consécutives au printemps 2023, qui font passer St Pauli d'un candidat à la relégation à un candidat pour monter. En avril 2023 il obtient sa licence UEFA Pro.
Sa deuxième saison sur le banc est celle de la confirmation. Hürzeler prolonge son contrat avec St. Pauli en mars 2024, et le 12 mai 2024 l'équipe est promue en Bundesliga.

### Brighton & Hove Albion
Le 15 juin 2024, le club anglais de Premier League Brighton & Hove Albion annonce son recrutement comme entraîneur, en remplacement de Roberto De Zerbi. Il est le plus jeune entraîneur permanent de l'histoire de la Premier League,.
Lors de son premier match officiel avec Brighton, l'équipe de Hürzeler s'impose 3-0 à Everton. Ses débuts brillants lui valent de recevoir le prix de manager du mois de Premier League en août,

## Palmarès
FC St. Pauli
- Championnat d'Allemagne de deuxième division
  - Champion en 2024